# バインセオ

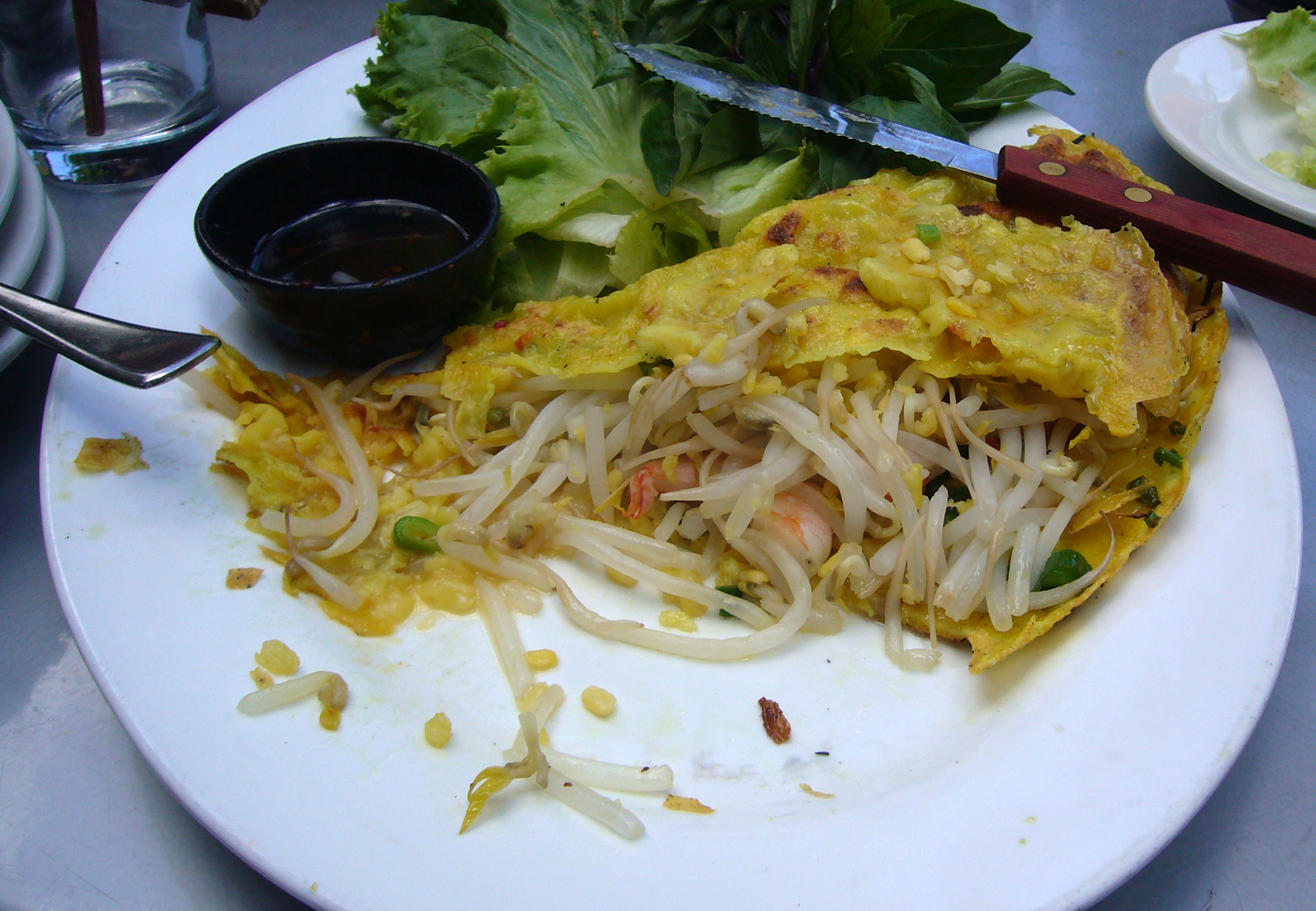
中身

バインセオ（ベトナム語：Bánh xèo / 餅饒、IPA: [ɓǎjŋ̟ sɛ̂w]）は、日本でベトナム風お好み焼き、西欧でベトナム風クレープなどと呼ばれるベトナム南部の粉物料理。溶いた米粉を焼き、具を後から挟む。名前は熱した鉄板やフライパンに生地を注いだときの擬音（セオ xèo – 〈ジュージュー〉）を含む。

## 概要
ベトナム北部ではあまり食べられていないが、安南はじめ南部では日常的な家庭料理であるためレシピは多彩で、中に入れる具も多様である。
基本的なレシピは、米粉とココナッツミルクをベースにした生地にターメリックを加えて黄色くすると、大きめの専用フライパンに薄く流し込む。焼けたらあらかじめ加熱しておいた豚肉ともやし、海老、緑豆、あるいはやはり火を通してある鶏肉やキノコ、タマネギ、青ネギの薄切りなど好みの具をたっぷりと乗せて二つ折りにし、さらに油で皮をパリパリに焼く。焼き上がったら皿に取り合わせの香草類（ミント、ドクダミ、紫蘇など）を添えて供する。一口大にちぎって香草と一緒にレタスやサニーレタスなどの葉もの野菜で包む。付けるタレは「ヌクチャム」と呼び、酢やヌクマム（魚醤）を混ぜてある。
ホーチミン市など都市部には専門店があるほか、屋台でも売られ、庶民的な食べ物としてフォーやチャーズィオ（春巻き）同様に旅行者の人気を集めている。
「バイン」とはパン、饅頭、ケーキなど粉をこねたもの全般を指す語で、「セオ」とは生地が熱い鉄板に触れたときにたてる音を表している。
カンボジアでも日常に食べておりバインチャエウ（クメール語: បាញ់ឆែវ [ɓaɲ cʰaew]、banh chhev）と呼び、ベトナム中部風よりも南部のバインセオに似ている。
タイ王国ではカノムブアンユアン（タイ語: ขนมเบื้องญวณ）またはバンサオ（同: บั๊ญแส่ว）という名前である。焼き上がりをパリッとさせるために生地に石灰水が入り、中身は刻んだココナッツや揚げ豆腐、チャイポー（菜脯）という中華風の大根の漬け物、揚げたラッカセイ、コリアンダーが入るなどタイ独自の特徴があり、付け合わせは豆もやしやキュウリの漬物など。バンコクなら屋台で買ったり、タイ料理あるいは宮廷料理のレストランで味わえる。

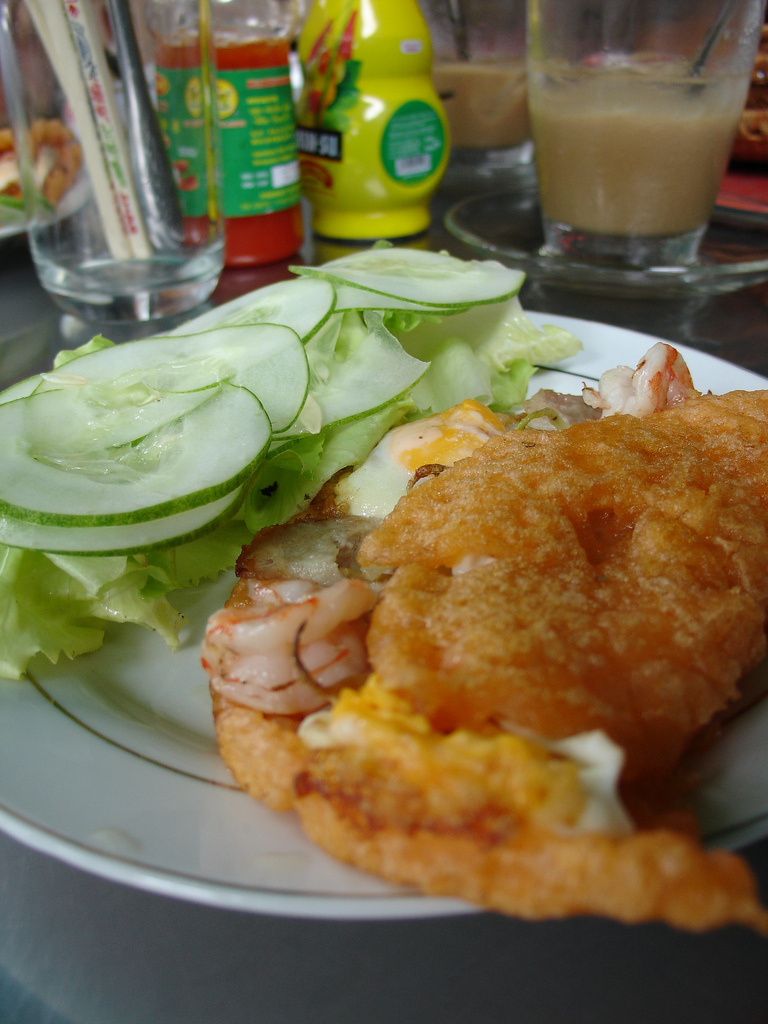
フエのバインセオ
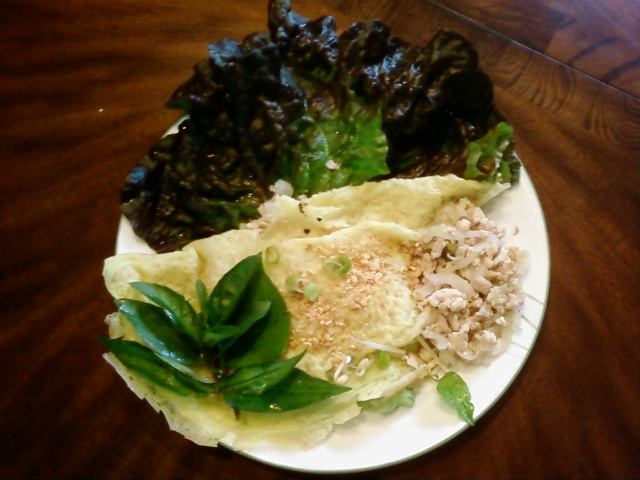
バインチャエウ
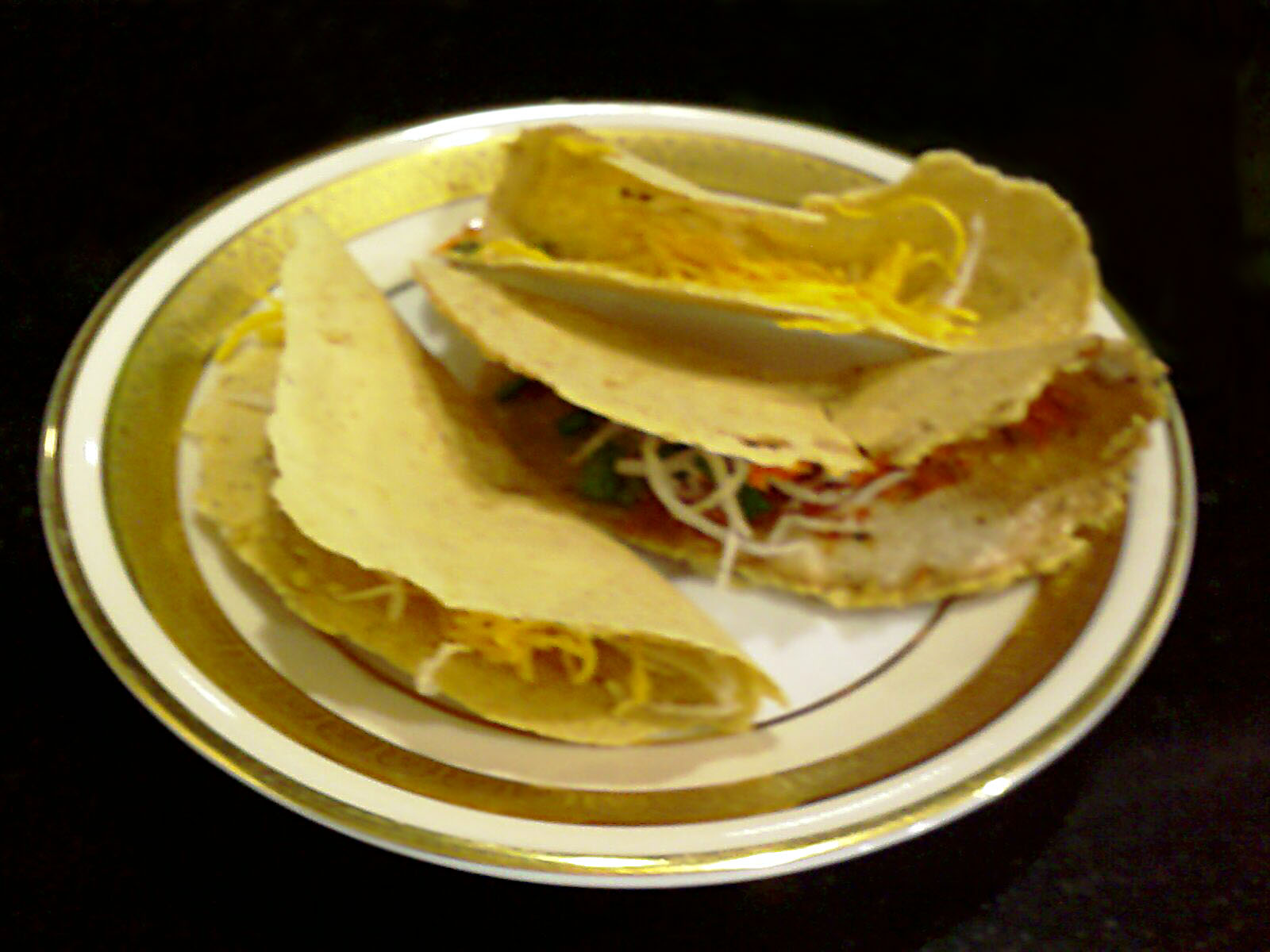
カノムブアンユアン